# Ірвін (Пенсільванія)
Ірвін (англ. Irwin) — місто (англ. borough) в США, в окрузі Вестморленд штату Пенсільванія. Населення — 3902 особи (2020).

## Географія
Ірвін розташований за координатами 40°19′30″ пн. ш. 79°41′59″ зх. д. / 40.32500° пн. ш. 79.69972° зх. д. (40.325066, -79.699754).  За даними Бюро перепису населення США в 2010 році місто мало площу 2,17 км², уся площа — суходіл.

## Демографія
Згідно з переписом 2010 року, у селищі мешкали 3973 особи в 2024 домогосподарствах у складі 991 родини. Густота населення становила 1833 особи/км².  Було 2222 помешкання (1025/км²).
Расовий склад населення:
| - 96,5 % — білих - 1,2 % — чорних або афроамериканців - 0,9 % — азіатів - 0,1 % — вихідців з тихоокеанських островів |

До двох чи більше рас належало 0,9 %. Частка іспаномовних становила 1,0 % від усіх жителів.
За віковим діапазоном населення розподілялося таким чином: 17,5 % — особи молодші 18 років, 66,2 % — особи у віці 18—64 років, 16,3 % — особи у віці 65 років та старші. Медіана віку мешканця становила 40,2 року. На 100 осіб жіночої статі у селищі припадало 87,0 чоловіків;  на 100 жінок у віці від 18 років та старших — 83,8 чоловіків також старших 18 років.
Середній дохід на одне домашнє господарство  становив 54 193 долари США (медіана — 41 419), а середній дохід на одну сім'ю — 65 577 доларів (медіана — 52 537). Медіана доходів становила 39 182 долари для чоловіків та 33 512 долари для жінок. За межею бідності перебувало 13,0 % осіб, у тому числі 19,2 % дітей у віці до 18 років та 7,8 % осіб у віці 65 років та старших.
Цивільне працевлаштоване населення становило 2055 осіб. Основні галузі зайнятості: роздрібна торгівля — 23,6 %, освіта, охорона здоров'я та соціальна допомога — 21,6 %, будівництво — 10,1 %, виробництво — 8,4 %.